# Wereham
Wereham – wieś w Anglii, w hrabstwie Norfolk, w dystrykcie King’s Lynn and West Norfolk. Leży 56 km na zachód od Norwich i 127 km na północ od Londynu. W 2001 miejscowość liczyła 626 mieszkańców.